# آدم هاردينغ
آدم هاردينغ (بالإنجليزية: Adam Harding)‏ هو لاعب هوكي جليد بريطاني، ولد في 3 يناير 1993 في كارديف في المملكة المتحدة.

## وصلات خارجية
- آدم هاردينغ على موقع EliteProspects.com (الإنجليزية)